# Sid Meier's Civilization: The Board Game
Sid Meier's Civilization: il gioco da tavolo, edito in Italia dalla Stratelibri, è un gioco da tavolo ispirato alla serie di videogiochi strategici Civilization in cui il giocatore controlla l'evoluzione di una civiltà dagli albori fino ai giorni nostri, espandendo il proprio potere grazie al commercio, le scoperte scientifiche e le conquiste militari.
Nella versione da tavolo, i giocatori scelgono una delle civiltà proposte (dagli antichi Egizi fino ai più recenti americani, passando per i cinesi, romani, russi e tedeschi nella versione base del gioco). Attraverso l'esplorazione del tabellone di gioco modulabile e differenti alternative strategiche, i giocatori hanno l'obiettivo di sviluppare la propria civiltà conseguendo per primi una delle seguenti vittorie:
- tecnologica
- militare
- culturale
- economica

## Regole del gioco
Ogni civiltà ha caratteristiche uniche che possono avvantaggiare il giocatore nel raggiungere un determinato obiettivo piuttosto che un altro. Lo sviluppo del gioco si articola su più turni, durante i quali tutti i giocatori compiono (anche contemporaneamente), nell'ordine: 
1. aggiustamenti di inizio turno (compresa un eventuale cambio della forma di governo o fondazione di una nuova città)
2. raccolta dei punti Commercio (ottenuti principalmente grazie alle città ed agli esploratori)
3. gestione delle città
4. movimento delle forze in campo (miniature eserciti ed esploratori)
5. ricerca tecnologica (spendendo punti commercio)

Durante la fase centrale di gestione delle città, i giocatori hanno tre diverse opzioni (mutualmente esclusive): 
- produzione di edifici o meraviglie o unità militari (fanteria, artiglieria, cavalleria e aviazione) o miniature (esercito o esploratore) in funzione dei punti produzione prodotti da ogni singola città (compresa la capitale)
- sviluppo culturale (raccolta dei punti cultura che permettono al giocatore di progredire di livello culturale)
- raccolta di una risorsa (utile per beneficiare delle abilità di risorsa delle tecnologie sviluppate);

La fase di movimento delle unità in campo consente ai giocatori di esplorare il tabellone di gioco e può dare luogo a delle battaglie tra giocatori o tra il giocatore e un villaggio indipendente (per la conquista della risorsa in esso contenuta). L'esplorazione delle capanne (ai fini della raccolta della risorsa in esse contenuta) non dà luogo ad alcuna battaglia e può essere effettuata sia dagli esploratori che dall'esercito.
La ricerca tecnologica, ultima delle cinque fasi, avviene sulla base dei punti commercio complessivi di ogni giocatore (raccolti durante la fase 2 o rimanenti dai precedenti turni). Lo sviluppo tecnologico procede secondo una progressione "piramidale" su 5 livelli (ogni giocatore può sviluppare fino a 5 tecnologie di livello I, 4 di livello II, 3 di livello III, 2 di livello IV, 1 di livello V - volo spaziale - che porta alla vittoria del giocatore che per primo riesce a svilupparla; n tecnologie di livello inferiore consentono al giocatore di ricercare n-1 tecnologie di livello superiore).

### Sviluppo della capitale (e delle città)
Ad inizio partita ogni giocatore decide in quale casella fondare la propria Capitale. Per i giocatore meno esperti viene già suggerita una collocazione all'interno del tassello mappa di partenza specifico della civiltà scelta.
Ogni giocatore può fondare fino ad un massimo di 2 città aggiuntive. La fondazione delle città avviene attraverso l'esplorazione del tabellone di gioco e la conversione (nella fase I del gioco) di una miniatura Esploratore (o Esercito nel caso della civiltà Tedeschi). La fondazione della terza città è consentita previa ricerca della tecnologia Irrigazione.
Ogni città (Capitale compresa) genera punti commercio/produzione/cultura e una particolare risorsa in funzione della propria "periferia" (ossia le 8 caselle circostanti la casella dove viene posta la tessera Città/Capitale). Le risorse o i punti indicati nella casella dove viene posta la tessera Città/Capitale non generano nulla.
L'acquisto di Edifici, Meraviglie o Grandi Personaggi da parte di una Città/Capitale determina il posizionamento della relativa tessera nella periferia della Città/Capitale stessa.
Edifici, Meraviglie e Grandi Personaggi consentono al giocatore di migliorare la raccolta di punti commercio, produzione e cultura.
Alcuni Grandi Personaggi possono inoltre consentire di incrementare il numero di monete d'oro (per la vittoria Economica) o la potenza Militare (utile per l'esito di ogni battaglia).
Eventuali miniature esploratore posizionate opportunamente sulla mappa possono incrementare i punti raccolti da una città o ampliare la scelta delle risorse da raccogliere.

### Punti commercio, cultura, produzione, raccolta risorse e monete d'oro
A seconda della strategia scelta e dell'obiettivo che si vuole raggiungere (tipologia di vittoria), ogni giocatore può durante il proprio turno produrre punti commercio, cultura, produzione o raccogliere risorse.

#### Punti commercio
La raccolta dei punti commercio è il risultato della fase II. Il risultato finale della raccolta è strettamente legato alla qualità dei territori rappresentati nelle caselle della periferia delle città e della propria Capitale e dall'eventuale presenza di taluni edifici (e Meraviglie) e Grandi Personaggi. Anche abilità extra derivanti per esempio dalle tecnologie ed esploratori sulla mappa possono consentire di incrementare i punti commercio durante la fase di raccolta. Complessivamente, tuttavia, la raccolta dei punti commercio di un giocatore non può superare il limite di 27 per turno di gioco. Il totale dei punti Commercio viene segnato nella ruota commerciale della Scheda della propria Civiltà.
I punti commercio possono essere spesi principalmente per:
- incrementare i punti produzione di una città/Capitale (3 pt commercio = 1 pt produzione, 2pt per il giocatore che gioca con la civiltà Americani)
- effettuare la ricerca tecnologica

Maggiore è il livello di tecnologia da ricercare, maggiore sarà il costo in termini di punti commercio (5pt per ogni livello di tecnologia, riducibile di 5pt con una particolare Meraviglia). Quando i giocatori effettuano la ricerca azzerano i propri punti commercio (anche la quota eccedente il costo di quel particolare livello di tecnologia), mentre, nel caso in cui non fosse possibile ricercare un particolare livello di tecnologia per mancanza di punti commercio, i giocatori non perdono quanto già raccolto e i punti commercio raccolti nella successiva fase II finiscono per sommarsi a quanto non ancora speso.

#### Punti Produzione
La raccolta dei punti produzione differisce da quella dei punti commercio in quanto:
- avviene non a livello di giocatore ma a livello di singola città o Capitale
- i punti produzione inutilizzati dalla città o Capitale non possono essere spesi da un'altra città e si azzerano alla fine della fase III di Gestione della Città.

#### Punti Cultura
La raccolta dei punti cultura è possibile grazie alla fase III di Gestione della Città, quando un giocatore sceglie di "consacrarsi alle arti". In questo caso il giocatore riceve tanti segnalini Cultura quanti i capitelli presenti nella periferia della propria città più un ultimo come premio per l'azione scelta. Anche l'esploratore presente nella mappa produce eventualmente punti cultura.

#### Raccolta delle Risorse
La raccolta di una risorsa durante la fase III di Gestione della Città consente al giocatore di beneficiare di una particolare abilità di risorsa, come descritto in una delle carte tecnologia già ricercate. L'abilità di risorsa di una specifica carta tecnologia può essere spesa una sola volta per turno.

#### Punti Economici (monete d'oro)
La raccolta delle monete d'oro, attraverso l'esplorazione di alcune particolari caselle del tabellone, l'uso di particolari abilità di risorsa descritti nelle carte tecnologie oppure grazie alle tecnologie stesse, Grandi Personaggi o particolari forme di governo può determinare la vittoria del giocatore (al conseguimento della 15ª moneta d'oro). Il totale di monete d'oro viene segnato nella ruota economica della Scheda della propria Civiltà.
Incrementare il numero di monete d'oro consente inoltre al giocatore di non azzerare la propria ruota commerciale dopo ogni ricerca tecnologica, ma di mantenere tanti punti commercio quante le monete d'oro possedute (e segnate nella ruota economica della propria scheda Civiltà).

## Scopo del gioco
I giocatori hanno l'obiettivo di sviluppare la propria civiltà conseguendo per primi uno dei seguenti traguardi:
- Vittoria Tecnologica: sviluppo della 15ª tecnologia (volo nello spazio)
- Vittoria Militare: conquista di una capitale nemica
- Vittoria Culturale: raggiungimento dell'ultimo livello di sviluppo culturale, come indicato nel tabellone Mercato
- Vittoria Economica: possesso di 15 monete d'oro

## Contenuto del gioco
Il manuale di gioco dell'edizione italiana consta di 30 pagine di istruzioni che dettagliano le varie fasi del gioco e le azioni possibili. La confezione contiene un tabellone detto Mercato, sul quale i giocatori possono organizzare le diverse tessere e mazzi da gioco, 6 scheda Civiltà (contenente le abilità peculiari della civiltà stessa e due ruote che consentono di tracciare la raccolta di punti commercio e monete d'oro) e diversi tasselli Territorio (uno per civiltà + 14 generici) per la creazione del tabellone di gioco (la cui struttura varia a seconda del numero di giocatori).

### Caratteristiche di base
Ogni giocatore, salvo abilità conseguite durante la partita, ha un set definito di capacità:
- Dimensione della Mano Culturale: limite massimo di carte Evento che è tenere nella propria riserva, di base pari a 2
- Velocità di movimento: numero di massimo di caselle orizzontali e verticali attraverso le quali le miniature possono muoversi, di base pari a 2
- Limite di accumulo: numero di massimo di miniature presenti nella stessa casella, di base pari a 2

### Miniature
Eserciti (Bandierina) ed Esploratori (Carro), sono i protagonisti della fase IV (Movimento) e consentono ai giocatori di esplorare il tabellone di gioco. Gli esploratori possono essere convertiti in città ed attraverso il loro movimento possono consentire di raccogliere ulteriori risorse; gli eserciti possono invece attaccare i villaggi e dare inizio a delle battaglie.

### Unità
Rappresentate da carte di forma quadrata, si distinguono in Fanteria, Artiglieria, Cavalleria e Aerei. Ogni giocatore ottiene ad inizio turno una carta per tipologia (Aerei esclusi). Ogni carta ha un valore di attacco/difesa che varia a seconda del grado del proprio esercito (4 in totale per Fanteria, Artiglieria e Cavalleria).

### Mazzi di carte
- Carte Evento: di tre livelli, si pescano a seguito di ogni progressione in campo culturale
- Carte Meraviglie: di tre livelli, ogni carta rappresenta una Meraviglia, più o meno antica. Il costo per acquisire tale Meraviglia (punti produzione) è riportato sulla carta stessa. Eventuali tecnologie possono ridurne il costo. La civiltà Egizia parte già con una Meraviglia di primo livello. Il possesso di Meraviglie consente al giocatore di beneficiare di alcune abilità e di raccogliere maggiori punti cultura durante la fase III di gestione delle città.
- Carte Governo: descrivono le diverse forme di governo che il giocatore può eventualmente ricercare attraverso le tecnologie. Ogni giocatore riceve il proprio mazzo (4 carte fronte retro)., da piazzare nella propria scheda Civiltà come promemoria della forma di governo e delle abilità acquisite.
- Carte Tecnologia: ogni giocatore riceve il proprio mazzo delle tecnologie. Il dorso della carta consente di individuarne il livello (da I a IV). Ogni carta può avere diversi effetti (abilità immediate, abilità di risorsa, sblocco di una nuova tipologia di edificio, aumento del grado del proprio esercito, monete d'oro, incremento della mano culturale o della velocità o del limite di accumulo)
- Carta Unità: si distinguono in carte Fanteria, Artiglieria, Cavalleria e Aerei. Ogni giocatore ottiene ad inizio turno una carta per tipologia (Aerei esclusi). Ogni carta ha un valore di attacco/difesa che varia a seconda del grado del proprio esercito (4 gradi in totale).
- Carta riassuntiva: una per gioco, vale come promemoria delle abilità iniziali di ogni giocatore (vedi Caratteristiche di Base)

### Tessere e segnalini
- Risorse (Grano, Seta, Ferro, Incenso): sono disponibili ad inizio partita una tessera per tipologia e per giocatore. Se terminate, non possono essere raccolte fintanto che un giocatore non ha provveduto a spenderle.
- Capanne e Villaggi: nel corso dell'esplorazione del tabellone, ogni qual volta si scopre una sezione del tabellone stesso, i giocatori pongono sulle caselle corrispondenti i segnalini Capanne e Villaggi. Ogni tessera da una parte mostra il simbolo capanna/villaggio, dall'altra un'eventuale risorsa in essa contenuta. Fintanto che una capanna non viene esplorata o un villaggio conquistato, i giocatori non possono conoscere la risorsa contenuta (in aggiunta alle risorse sopra descritte, villaggi e capanne possono contenere altre tipologie di risorse - spia o uranio - o Grandi personaggi).
- Grandi Personaggi: scrittori, generali, scienziati, ecc..., ogni Grande Personaggio aumenta le possibilità di raccolta punti di ogni città o le abilità in battaglia. Ogni giocatore può ottenere i Grandi Personaggi sviluppando il proprio livello culturale o conquistando capanne o villaggi (o grazie all'abilità della propria civiltà).
- Meraviglie: per ogni carta Meraviglia è presente un'analoga tessera da posizionare nella periferia della propria città/Capitale. La civiltà Egizia parte già con una Meraviglia. Le Meraviglie man mano rese disponibili vengono poste sul Mercato. Le Meraviglie possono essere rese obsolete (annullando i vantaggi della carta ma non i punti cultura)
- Edifici: sbloccati attraverso le Tecnologie, modificano la raccolta punti (commercio, produzione, cultura) di ogni città (ed eventualmente anche l'abilità in battaglia). Ogni edificio può essere edificato in una particolare tipologia di terreno rappresentata sul tabellone stesso ed indicata sul tabellone Mercato. Alcuni edifici, grazie allo sviluppo tecnologico possono subire un miglioramento automatico. Ogni città/Capitale può contenere un solo edificio con simbolo stella.
- Indicatori Cultura: una per civiltà, vengono posti sul Mercato, nell'area inferiore per segnare il progredire del livello culturale.
- Punti Cultura (a forma di capitello ionico): valgono come "monete" cultura e vanno per avanzare di livello culturale. Si ottengono quando un giocatore decide di "consacrarsi alle arti" durante la fase III di gestione della città (1 punto cultura + 1 per ogni simbolo presente nella periferia della città).
- Grado Militare: 7 tessere per giocatore, indicano il grado militare di ogni tipologia di unità. Vanno posti sul Mercato nella sezione Unità. Per l'aviazione non è previsto un grado intermedio ma una volta sviluppata la tecnologia il giocatore parte già dal livello massimo (stella)
- Monete d'oro: hanno lo scopo di tenere traccia dello sviluppo economico ottenuto sfruttando le abilità di alcune carte tecnologia (le monete vanno dunque poste sulla carta stessa).